# Alpes del Mischabel y del Weissmies
Los Alpes del Mischabel y del Weissmies (en alemán Mischabel-Weissmies-Alpen - llamados también Alpes del Valais Orientales, en alemán Östliche Walliser Alpen) son una subsección de los Alpes Peninos.
Se encuentran a lo largo de la frontera entre Italia (región del Piamonte) y Suiza (Cantón del Valais).
Toman el nombre del macizo del Mischabel y del Weissmies que son el macizo y la montaña más significativa del grupo.

## Delimitación
Limitan:
- al norte con los Alpes Berneses y separada por el río Ródano;
- al noreste con los Alpes del Monte Leone y del San Gotardo (en los Alpes Lepontinos) y separados por el paso del Simplón;
- al este con los Alpes del Tesino y del Verbano (en los Alpes Lepontinos) y separados por el río Toce;
- al sur con los Alpes del Monte Rosa (en la misma sección alpina) y separados por el paso del Monte Moro y del Schwarzberg-Weisstor;
- al oeste con los Alpes del Weisshorn y del Cervino (en la misma sección alpina) y separados por el Mattertal.

Girando en sentido de las agujas del reloj los límites geográficos, en detalle, son: Paso del Monte Moro (límite Italia/Suiza, Schwarzberg-Weisstor, Findeln, Zermatt, Mattertal, Vispertal, río Ródano, Briga, torrente Saltina, Paso del Sempione, Simplón, (límite Suiza/Italia), torrente Diveria, Domodossola, río Toce, Valle Anzasca, Paso del Monte Moro.

## Subdivisión
La clasificación SOIUSA de los Alpes del Mischabel y del Weissmies es la siguiente:
- Gran parte = Alpes occidentales
- Gran sector = Alpes del noroeste
- Sección = Alpes Peninos
- Subsección = Alpes del Mischabel y del Weissmies
- Código = I/B-9.V

La subsección, según las definiciones de la SOIUSA, está subdividida en tres supergrupos, siete grupos y 13 subgrupos:
- Cadena del Mischabel i.s.a. (A)
  - Macizo del Strahlhorn (A.1)
    - Grupo Strahlhorn-Allalinhorn (A.1.a)
    - Grupo del Oberrothorn (A.1.b)

  - Cadena de los Mischabel iss (A.2)
  - Grupo del Balfrin-Gabelhorn (A.3)
- Cadena del Andolla (B)
  - Grupo Antigine-Bottarello-Andolla (B.4)
    - Cadena Joderhorn-Antigine-Stellihorn (B.4.a)
      - Cresta Joderhorn-Antigine (B.4.a/a)
      - Cadena del Stellihorn (B.4.a/b)

    - Costiera Laugera-San Martini-Ton (B.4.b)
    - Cresta de Saas (B.4.c)
    - Subgrupo Turiggia-Pozzuoli (B.4.d)
    - Grupo del Pizzo d'Andolla (B.4.e)

  - Grupo Straciugo-Montalto (B.5)
    - Costiera Rosso-Straciugo-Pioltone-Albiona (B.5.a)
    - Subgrupo del Montalto (B.5.b)
- Cadena del Weissmies (C)
  - Grupo del Weissmies (C.6)
    - Cadena Weissmies-Lagginhorn-Fletschhorn (C.6.a)
    - Costiera del Tällihorn (C.6.b)

  - Gamserberge (C.7)
    - Cadena del Böshorn (C.7.a)
    - Cadena del Simelihorn (C.7.b)

## Cimas

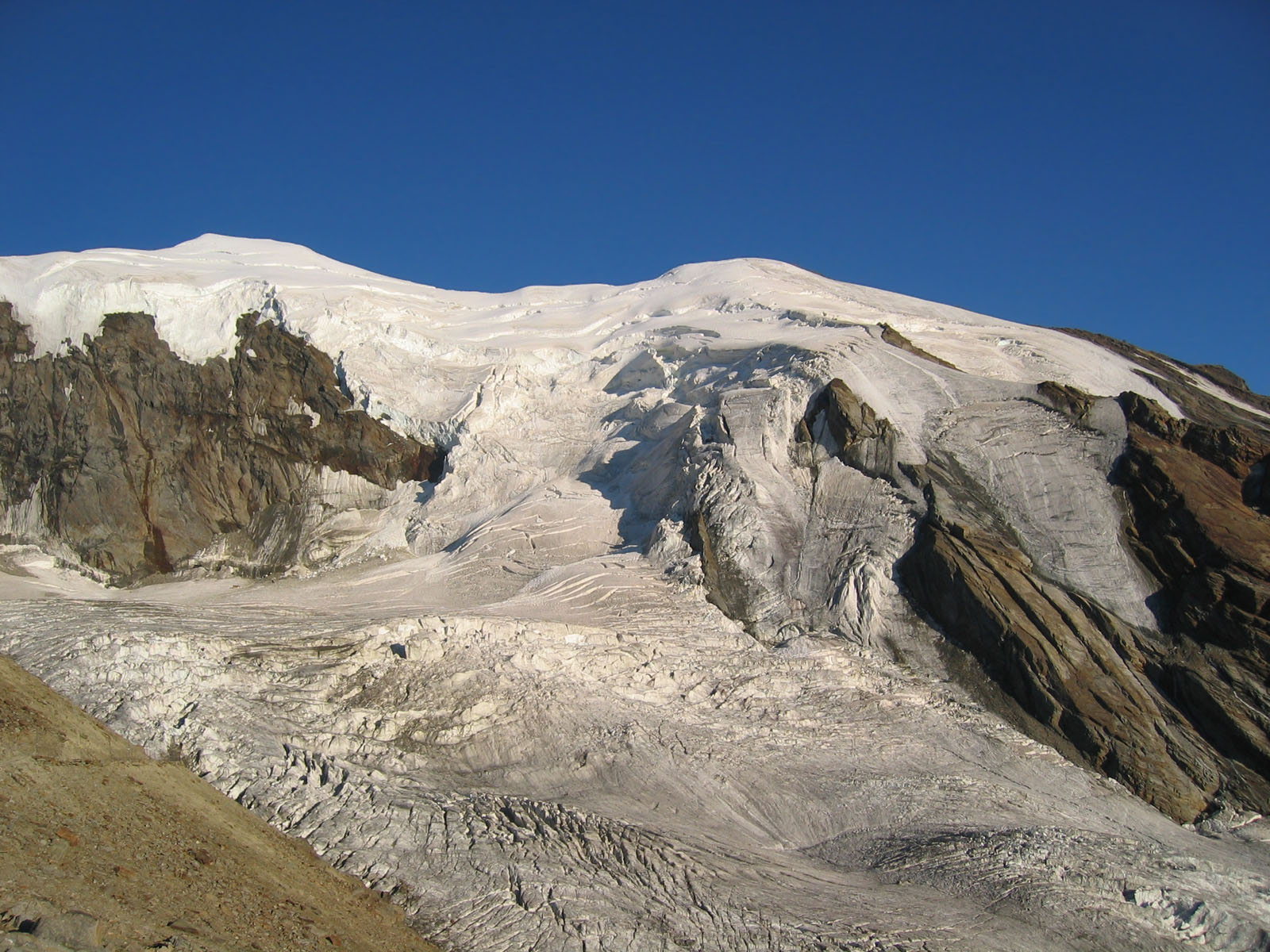
El Weissmies.

Además de las cimas del macizo del Mischabel las otras cimas principales de la subsección son:
- Weissmies - 4.023 m
- Lagginhorn - 4.010 m
- Fletschhorn - 3.993 m
- Pizzo d'Andolla - 3.656 m
- Senggchuppa - 3.607 m
- Pizzo Bottarello - 3.487 m
- Stellihorn - 3.436 m
- Tällihorn - 3.448 m
- Almagellhorn - 3.337 m
- Böshorn - 3.268 m
- Jegihorn - 3.206 m
- Punta di Saas - 3.188 m
- Pizzo d'Antigine - 3.188 m
- Simelihorn - 3.124 m
- Joderhorn - 3.034 m
- Punta Laugera - 2.987 m
- Punta Turiggia - 2.811 m
- Pizzo San Martino - 2.733 m
- Pizzo Straciugo - 2.712 m
- Pizzo Montalto - 2.705 m
- Pizzo Ton - 2.675 m
- Pizzo Pioltone - 2.611 m
- Pizzo Albiona - 2.431 m